# Ameide

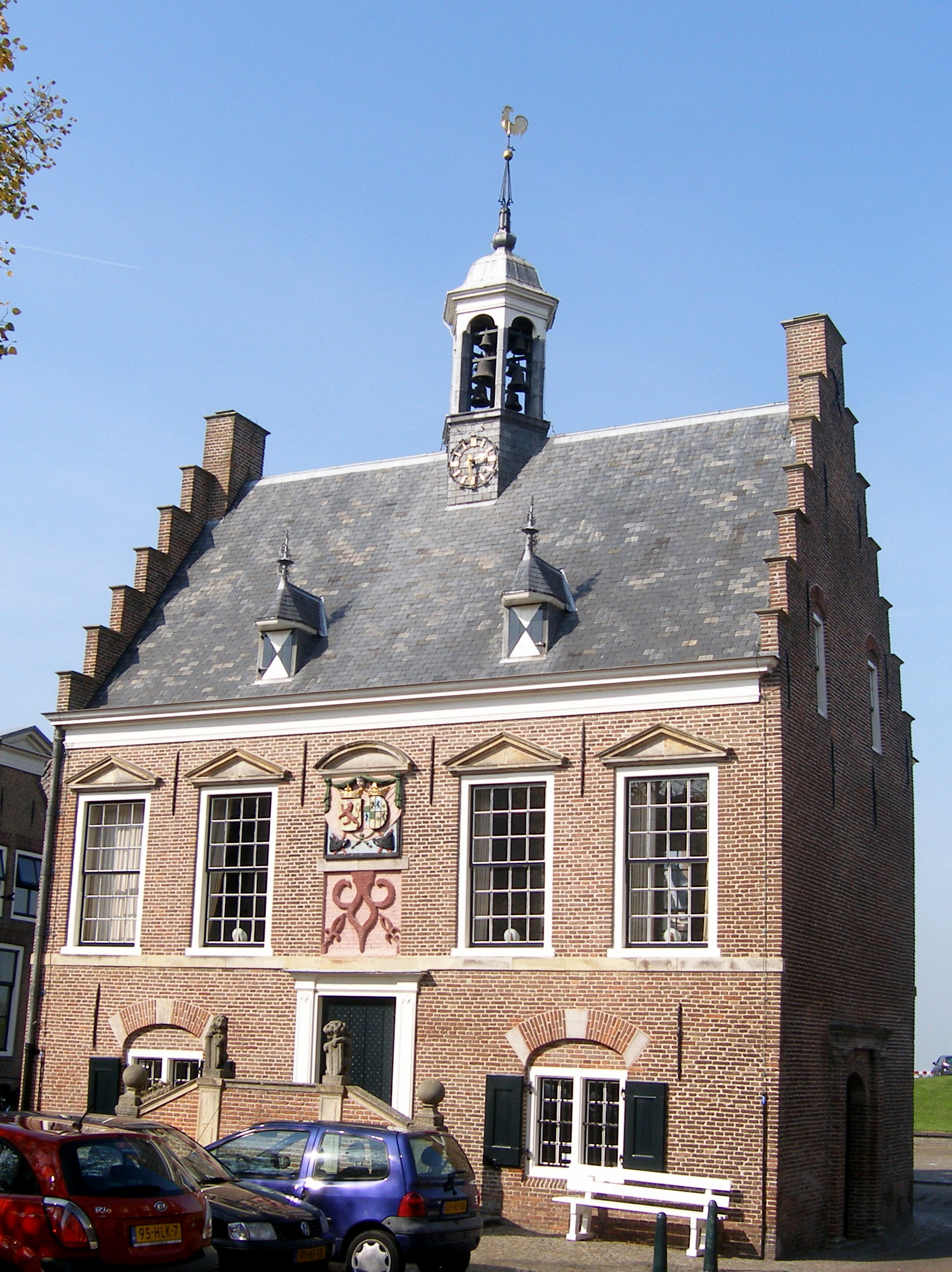
Il municipio di Ameide

Ameide  è una cittadina di circa 2.900 abitanti  del sud-ovest dei Paesi Bassi, facente parte della provincia dell'Olanda Meridionale  e situata lungo il corso del fiume Lek, nella regione dell'Alblasserwaard. Dal punto di vista amministrativo, si tratta di un ex-comune, dal 1986 accorpato alla municipalità di Zederik.

## Geografia fisica
Ameide si trova tra Nieuwpoort e Lexmond (rispettivamente ad est della prima e ad ovest della seconda).

## Origini del nome
Il toponimo Ameide, attestato in questa forma dal 1314 e anticamente anche come Ameyde (1266), Ameyda (1400), Ameijde (1665) deriva dal termine medioolandese ameide, hameide (prestito dall'antico francese hamede, hameide), che significa "pesante barriera/cancellata".

## Storia
Ameide venne menzionata per la prima volta in un documento del 1021, dove si citava una Huis ter Armonde.
Nel 1277, Floris V concedette ad Ameide lo status di città.

## Monumenti e luoghi d'interesse
Ameide conta 47 edifici classificati come rijksmonumenten e 18 edifici classificati come gemeentelijke monumenten.

### Architetture religiose

#### Chiesa protestante
Principale edificio religioso di Ameide è la chiesa protestante, eretta nel XIII secolo, ma ampliata nel corso del XVI secolo e nel 1837.

### Architetture civili
Altro edificio degno di nota di Ameide è l'ex-municipio, risalente al 1644.

## Società

### Evoluzione demografica
Nel 2011, Ameide contava una popolazione stimata in 2.895 abitanti, di cui 1.490 erano donne e 1.405 erano uomini.
La località ha quindi conosciuto un decremento demografico rispetto al 2008, quando la popolazione era stimata in 2.985 abitanti, e soprattutto rispetto al 2001,  quando la popolazione censita era pari a 3.180 abitanti.

## Geografia antropica

### Suddivisioni amministrative
Buurtschappen
- Broek (in parte)
- Hogewaard (in parte)
- Sluis